# Harbour Mille
Harbour Mille è un piccolo villaggio di pescatori situato in Canada; si trova nella costa sud dell'isola di Terranova ed è ubicato nella penisola di Burin, a circa 10 Km dalla cittadina di St. Bernard's-Jacques Fontaine.
Insieme al vicino insediamento di Little Harbour East (distante circa 2,5 km) costituisce il designated place di Harbour Mille-Little Harbour East, che ha 176 abitanti e fa parte della Divisione No. 2 (Suddivisione 2I) della provincia di Terranova e Labrador. Al designated place, unità censuaria, corrisponde amministrativamente il Local Service District (l'unità di governo locale per i piccoli centri della provincia di Terranova e Labrador) di Harbour Mille-Little Harbour East, che ha sede ad Harbour Mille e dipende direttamente dalla provincia di Terranova e Labrador.
Secondo gli studi di ufologia, Harbour Mille è nota per un avvistamento di UFO da parte di diversi abitanti che si sarebbe verificato nella notte del 25 gennaio 2010.